# 0011 나폴레옹 솔로 - 가라데 킬러
《0011 나폴레옹 솔로 - 가라데 킬러》(The Karate Killers)는 미국에서 제작된 배리 쉐어 감독의 1967년 코미디, 범죄, 스릴러, 액션, 모험 영화이다. 로버트 본 등이 주연으로 출연하였고 보리스 잉스터 등이 제작에 참여하였다.

## 출연

### 주연
- 로버트 본
- 데이비드 맥컬럼

### 조연
- 조안 크로포드
- 쿠르트 위르겐스
- 허버트 롬
- 텔리 사바라스
- 테리-토머스
- 리오 G. 캐럴
- 킴 다비
- 다이안 맥베인
- 질 아일랜드
- 다니엘르 드 메츠
- 아이린 수
- 짐 볼리스
- 필립 안
- 아서 굴드 포터
- 밥 오카자키
- 마리아 렌나드
- C. 린지 워크먼
- 릭 트래거
- 프랭크 아르노
- 줄리 앤 존슨
- 윌리엄 번사이드
- 글로리아 닐
- 윌리엄 브라이언트
- 제이슨 윙그린
- 그랜트 우즈
- 샤린 힐어
- 딕 크로킷
- 폴 백슬리
- 제리 서머스
- 프레드 스트롬소

## 기타
- Ass-PD: 어브 펄버그
- 세트
  - 헨리 그레이스
  - 돈 그린우드 주니어
  - 리처드 피펄